# Andrew Walter
Andrew Scott Walter (Scottsdale, 11 maggio 1982) è un ex giocatore di football americano statunitense di ruolo quarterback.

## Carriera universitaria
Si è formato all'università di Arizona State giocando con la squadra dei Sun Devils.
Nel suo 1º anno "stagione 2001" ha giocato 11 partite come quarterback lanciando 546 yard con 3 touchdown e 2 intercetti su 86 lanci. Ha corso 28 volte per 78 yard. Ne ha perse 100 per sack.
Nel 2º anno "stagione 2002" ha giocato 14 partite di cui 10 da titolare lanciando 3877 yard con 28 touchdown e 15 intercetti su 483 lanci. Ha corso 56 volte per 216 yard. Ha perso 276 yard per sacks.
Nel 3º anno "stagione 2003" ha giocato 12 partite lanciando per 3044 yard. A fine stagione decide di rimanere ancora all'università e di rimandare il salto nella NFL.
Nel 4º anno "stagione 2004" ha giocato 11 partite. Nell'ultima partita della stagione regolare, nel 4º quarto si infortuna alla spalla (3 grado di separazione) saltando il Sun Bowl.

## Nella NFL
Viene scelto al terzo giro del draft dagli Oakland Raiders.
Al debutto come rookie "stagione 2005" con i Raiders parte come 3º quarterback ma durante l'allenamento estivo si infortuna al bacino. Con questo infortunio e con quello subito nel college da cui non era ancora guarito completamente Walter passerà fuori tutta la stagione.
Nel 2º anno "stagione 2006" si contende un posto da titolare, alla fine parte come 2º quarterback ma riesce a giocare comunque 12 partite di cui 8 da titolare, completando 147 lanci su 276 per 1677 yard con 3 touchdown e 13 intercetti, ha subito 46 sack, perdendo 256 yard, e 6 fumble. E infine ha corso 14 volte per 30 yard facendo 7 fumble. In totale ha subito 13 fumble di cui 3 recuperati.
Nel 3º anno "stagione 2007" ha giocato solamente una partita e non da titolare completando 5 lanci su 8 per 38 yard.
Nel 4º anno "stagione 2008" è stato il 2º quarterback della squadra, ha giocato 2 partite di cui una da titolare completando 22 su 49 lanci per 204 yard con 3 intercetti, 5 sack perdendo 39 yard con un fumble poi recuperato da un compagno, 5 corse per 19 yard con un fumble.
Il 30 luglio 2009 è stato svincolato. Il 3 agosto firma con i New England Patriots ma poi il 4 settembre viene nuovamente svincolato.